# Mexicaanse verkiezingen van het Federaal District 2006
Op 2 juli 2006 vonden er in het Federaal District (Mexico) verkiezingen verkiezingen plaats. Deze verkiezingen waren gelijktijdig met de algemene verkiezingen.
Er kon gestemd worden voor:
- Een nieuwe jefe de gobierno, een taak die kan worden opgevat als burgemeester van Mexico-Stad, ter vervanging van Alejandro Encinas.
- Een nieuwe wetgevende vergadering
- Burgemeesters voor de zestien districten

## Uitslagen
Zoals van tevoren verwacht wist Marcelo Ebrard de verkiezingen met ruime voorsprong te winnen. Van de districtsverkiezingen werden er veertien gewonnen door de Partij van de Democratische Revolutie, en twee door de Nationale Actiepartij.
| Partij/Alliantie | Kandidaat            | Stemmen   | Percentage |
| --- | -------------------- | --------- | ---------- |
| Nationale Actiepartij (PAN)                                                                                                  | Demetrio Sodi        | 1.302.097 | 27,66%     |
| Alliantie voor Mexico (Institutioneel Revolutionaire Partij (PRI), Groene Ecologische Partij van Mexico (PVEM))              | Beatriz Paredes      | 1.031.334 | 21,91%     |
| Alliantie voor het Welzijn van Allen (Partij van de Democratische Revolutie (PRD), Partij van de Arbeid (PT), Convergentie)) | Marcelo Ebrard       | 2.215.147 | 47,5%      |
| Sociaaldemocratisch- en Boerenalternatief (PASC)                                                                             | Gustavo Jiménez Pons | 50.482    | 1,07%      |
| Nieuwe Alliantie (PANAL) | Alberto Cinta        | 109.133   | 2,32%      |